# Muhlenbergia paniculata
Espèce
Muhlenbergia paniculata (synonyme : Schedonnardus paniculatus) est une espèce de plantes monocotylédones de la famille des Poaceae,  sous-famille des Chloridoideae, originaire d'Amérique. Ce sont des plantes herbacées, vivaces, cespiteuses, aux tiges dressées pouvant atteindre 45 cm de haut, qui préfèrent les habitats ouverts (Prairie).
Dans cette espèce, l'inflorescence, panicule composée de cinq à dix épis d'épillets, se détache en entier à maturité et constitue l'unité de dissémination, se comportant comme un virevoltant, d'où son nom vernaculaire aux États-Unis de « tumble grass ».

## Synonymes
Selon Catalogue of Life (23 octobre 2017) :
- Lepturus paniculatus Nutt.
- Rottboellia paniculata (Nutt.) Spreng.
- Schedonnardus paniculatus (Nutt.) Trel.
- Schedonnardus texanus Steud.
- Spirochloe paniculata (Nutt.) Lunell